# Dallas Mavericks 1998-1999
La stagione 1998-1999 dei Dallas Mavericks fu la 19ª nella NBA per la franchigia.
I Dallas Mavericks arrivarono quinti nella Midwest Division della Western Conference con un record di 19-31, non qualificandosi per i play-off.

## Risultati
| Squadra                | V  | P  | PCT  | GB |
| ---------------------- | -- | -- | ---- | -- |
| San Antonio Spurs      | 37 | 13 | 74,0 | -  |
| Utah Jazz              | 37 | 13 | 74,0 | -  |
| Houston Rockets        | 31 | 19 | 62,0 | 6  |
| Minnesota Timberwolves | 25 | 25 | 50,0 | 12 |
| Dallas Mavericks       | 19 | 31 | 38,0 | 18 |
| Denver Nuggets         | 14 | 36 | 28,0 | 23 |
| Vancouver Grizzlies    | 8  | 42 | 16,0 | 29 |

## Roster
| N° | Naz.                   | Ruolo | Sportivo         | Anno | Alt. | Peso |
| -- | ---------------------- | ----- | ---------------- | ---- | ---- | ---- |
| 4  | Stati Uniti (bandiera) | GA    | Michael Finley   | 1973 | 201  | 98   |
| 11 | Australia (bandiera)   | C     | Chris Anstey     | 1975 | 213  | 113  |
| 13 | Canada (bandiera)      | G     | Steve Nash       | 1974 | 191  | 88   |
| 14 | Stati Uniti (bandiera) | G     | Robert Pack      | 1969 | 188  | 82   |
| 18 | Stati Uniti (bandiera) | AC    | Hot Rod Williams | 1962 | 211  | 98   |
| 20 | Stati Uniti (bandiera) | G     | Erick Strickland | 1973 | 191  | 95   |
| 23 | Stati Uniti (bandiera) | A     | Cedric Ceballos  | 1969 | 198  | 86   |
| 24 | Stati Uniti (bandiera) | G     | Hubert Davis     | 1970 | 196  | 83   |
| 33 | Stati Uniti (bandiera) | A     | Gary Trent       | 1974 | 203  | 113  |
| 40 | Croazia (bandiera)     | C     | Bruno Šundov     | 1980 | 218  | 100  |
| 41 | Germania (bandiera)    | A     | Dirk Nowitzki    | 1978 | 213  | 108  |
| 44 | Stati Uniti (bandiera) | C     | Shawn Bradley    | 1972 | 229  | 107  |
| 45 | Stati Uniti (bandiera) | AC    | A.C. Green       | 1963 | 206  | 100  |
| 52 | Stati Uniti (bandiera) | A     | Samaki Walker    | 1976 | 206  | 109  |

## Staff tecnico
- Allenatore: Don Nelson
- Vice-allenatori: Donn Nelson, Scott Roth, Charlie Parker
- Preparatore atletico: Roger Hinds
- Assistente preparatore: Steve Smith
- Preparatore fisico: Chad Lewis